# Berger de la Serra de Aires
 (octobre 2023).
Si vous disposez d'ouvrages ou d'articles de référence ou si vous connaissez des sites web de qualité traitant du thème abordé ici, merci de compléter l'article en donnant les références utiles à sa vérifiabilité et en les liant à la section « Notes et références ».
Le berger de la Serra de Aires est une race de chien originaire de l'Alentejo, la plus grande province du Portugal.

## Historique
L’Alentejo est un gigantesque océan de plaines avec des collines de faible altitude. Le climat y est rude, glacial et venté l’hiver, torride et poussiéreux l’été.
À la fin du XIXe siècle, dans le district de Portalegre, dans le Haut Alentejo, vivait une race locale de chien de berger. Elle faisait partie de la grande famille des chiens de berger européens continentaux comme le Berger des Pyrénées, le Berger catalan, le Polski Ozwarek Ninzinny, le Berger de Bergame, le Schapendoes néerlandais etc.
Le Comte de Castro Guimaraes, propriétaire d’un grand domaine dans la Serra de Aire, chercha à améliorer les chiens de berger locaux. Il s'essaya à des croisements, probablement avec le Berger de Brie. Ces croisements donnèrent l’origine de l’actuel type du Serra de Aires. La race doit son nom au Monte da Serra de Aire, près de la Serra de Aire, située dans la commune de Monforte.

## Apparence générale
Chien de taille moyenne (mâles : 45 à 55 cm ; femelles : 42 à 52 cm). Pour faire la comparaison avec nos chiens de berger à poils longs, il est entre le Berger de Brie et le Berger des Pyrénées, avec une tête forte et large, des yeux de couleur foncée à l'expression douce et des oreilles tombantes. Son dos est droit avec une croupe de longueur et largeur moyennes. Il a des cuisses bien musclées, sa queue au repos tombe entre les fesses, elle doit toucher les jarrets. Sa robe est longue, formant de longues barbes, moustaches et sourcils laissant voir les yeux. Il a des attitudes et apparences simiesques, c’est pourquoi dans sa région natale les portugais l’appellent « Cão Macaco, le chien singe ».
Il ne dispose pas de sous-poils.
Son allure est légère et suspendue, typique de cette race. C'est un chien d'une très grande endurance.

### Pelage et couleur
La texture du poil du Serra de Aires varie entre celle du poil de chèvre, plus court mais plus dense, et une texture plus souple où le poil est plus long. Les deux textures doivent être dépourvues de sous-poil.
Les couleurs sont le jaune, le marron, le gris, le fauve, le louvet et le noir plus ou moins marqué de feu avec ou sans poils blancs mélangés. Les marques feu sont localisées aux babines, joues, paupières, gorge, poitrine, pieds, mais aussi sur l'avant et l'arrière des cuisses. Ces marques typiques sont souvent très prononcées à la naissance et s'estompent en s'éclaircissant au cours de la croissance. Il est accepté juste une petite tache blanche au poitrail.

## Caractère
Le Serra de Aires est à la base méfiant et timide comme beaucoup de races bergères, il doit être correctement socialisé, d’abord par l’éleveur dès son plus jeune âge puis par son maître. Il devient alors un chien très agréable à vivre. Il adore sa famille, c’est un super compagnon de jeux pour les enfants avec lesquels il aura une complicité naturelle. C’est aussi un très bon chien de garde pour la maison, de jour comme de nuit. Il partage la vie de tous les jours mais sait aussi rester seul à la maison.

## Chien de berger et d’utilité

### Troupeau
Au Portugal c’est au milieu de nulle part que l'on voit dans une oasis de verdure un berger avec ses moutons ou ses chèvres, accompagné souvent d’un Rafeiro do Alentejo et d'un ou deux Serra de Aires.
En France, certains se battent pour que le Cão da Serra de Aires trouve sa véritable place en tant que chien de berger. Leurs efforts sont récompensés car en Auvergne six chiens travaillent sur troupeaux de moutons, chèvres et vaches[réf. nécessaire].

### Agility
Physiquement le Serra de Aires a des aptitudes pour pratiquer l’agility. Cela est dû à un bon rapport poids - taille lui permettant d’avoir une course rapide et légère. De plus la puissance de ses cuisses lui permet de franchir les différents obstacles sans peine. Grâce à son allure énergique et à sa grande facilité à changer de direction, il exécute rapidement et sans peine un parcours. Sur le terrain il est toujours en éveil, attentif aux ordres qui lui sont donnés. En France une dizaine de chiens ont leur brevet[réf. nécessaire], ce qui est un bon chiffre vu la taille du cheptel .

### Obéissance
Sa docilité et son attachement à son maître en font un chien doué pour l’obéissance. Intelligent, calme, équilibré, il apprend très vite. Il est soucieux d’accomplir au mieux les ordres qu’on lui donne. Il aime par-dessus tout faire plaisir à son maître.